# Everywhere (игра)
Everywhere (рус. Везде) — компьютерная игра, разрабатываемая студией Build a Rocket Boy. Командой разработчиков руководит Лесли Бензис, бывший президент студии Rockstar North. Первоначально релиз игры был запланирован на 2023 год.

## Игровой процесс
Игрокам на выбор будет представлено несколько повествований. Игра будет происходить в открытом мире и отличаться бесшовной совместной многопользовательской игрой.

## Разработка игры
Созданная в 2016 году, игра начала разрабатываться на Amazon Lumberyard с командой из трёх бывших сотрудников Rockstar North — Лесли Бензиса, Мэтью Смита и Колина Энтвистла, которых к январю 2017 года насчитывалось около тридцати человек. Royal Circus Games (переименованная в октябре 2018 года в Build a Rocket Boy) разрабатывает «Everywhere» в студиях, расположенных в Эдинбурге, Будапеште и Лос-Анджелесе, с намерением предложить менее ограничивающий опыт, чем в других играх. По словам Бензиса, он черпает большую часть своего влияния из реальной жизни. Во время пандемии COVID-19 сотрудники работали из дома.
В ноябре 2020 года студия объявила о переносе разработки на Unreal Engine.